# Solariella benthicola
Solariella benthicola es una especie de molusco gasterópodo de la familia Solariellidae.

## Distribución geográfica
Se encuentra  en Nueva Zelanda.